# Een phoenix herrijst te vaak
Een phoenix herrijst te vaak is een hoorspel naar de eenakter A Phoenix Too Frequent van Christopher Fry die in 1946 voor het eerst in Londen werd opgevoerd. Fry ontleende het gegeven aan Petronius. De VARA zond het uit op 14 april 1952, van 22.25 uur tot 23.30 uur (met herhalingen op 19 augustus 1952, 10 maart 1954 en 19 augustus 1967). De vertaling was van Bert Voeten en Johan de Meester stond in voor de regie.

## Rolbezetting
- Ank van der Moer (Dynamene)
- Elly van Stekelenburg (Doto)
- Rob de Vries (Tegeus-Chromis)

## Inhoud
Een jonge weduwe in Ephesus besluit haar man in de dood te volgen. Doto, haar dienstmaagd, wil haar trouw aan Dynamene, haar meesteres, bewijzen door met haar de dood in te gaan - al begrijpt ze niet goed hoe een vrouw door de dood van een man tot zoiets kan worden aangezet, want ze heeft geen al te hoge dunk van de mannen. Dynamene wordt van haar luguber voornemen afgehouden doordat er in de grafkelder een jonge soldaat verschijnt die haar niet alleen de wil tot leven teruggeeft, maar haar er bovendien van overtuigt dat ze beiden voor elkaar geboren zijn. En zo herrijst eens te meer de Feniks van de liefde uit zijn as.